# Расковник (биљка)
Расковник (лат. Laserpitium siler, син. Siler montanum, Laserpitium garganicum) је вишегодишња зељаста биљна врста из породице штитарки (Apiace). Понекад се користи као зачин, ређе као лековита биљка.
У Србији, посебно у источним и јужним регионима, постоји народно веровање да је управо ово магична биљка расковник, која отвара све браве и помаже код проналажења закопаног блага.

## Етимологија
Назив рода Laserpitium је сложеница састављена од латинске речи laser (сок) и грчке речи pitizio (капљем). То је био назив за данас непознату биљку из породице штитарки која је расла у околини града Птолемаиде (данашњи Кајлар) у Грчкој, чији се сок користио као зачин. Име врсте siler био је латински назив за жбун чије семенке су се користиле као лек и чије су се гране, према Виргилију и Плинију, користиле уместо врбових за терање змија.
Српско име биљке расковник у етимолошкој је вези са глаголом „ковати” и упућује на митолошку „моћ” ове биљке да отвори и раскује сваку браву.
Хрватско име ове биљке је горски или усколисни гладац, словеначко горски јеленовец, у Немачкој је познат као планински ким, а у Шпанији као сеоски ким (шп. comino rústico) и тролисна трава (hierba de las tres hojas).

## Опис врсте
Расковник је трајница из породице штитарки (Apiace). Стабљике су усправне, жљебасте, глатке, голе, једноставне или у горњем делу мало разгранате. Могу израсти и до 130 цм висине. Листови су крупни, дуги и до 100 цм, перасто раздељени на многобројне мале, издужене, плавкасто-зелене листиће целог обода. 
Цветови су ситни, скупљени по 20-50 у штитасте цвасти пречника 3-8 цм. Цвета од јуна до августа. Плод је издужени шизокарпијум који се раздваја када дозри. Врста је двополна и самооплодна, а опрашују је инсекти.

### Угроженост
Расковник не спада у угрожене врсте. Међутим, једна врста из рода паразитских биљака воловотки (Orobanchaceae), водопија расковника (Orobanche laserpitii-sileris) је облигатни (прави) паразит врсте Laserpitium siler, у народу познате под именом расковник, чији се корен последњих година интензивно сакупља јер му се приписују неке чудотворне моћи. Самим тим опстанак ове паразитске врсте је крајње угрожен, јер у потпуности зависи од расковника. Тим пре што је бројност целе популације водопије расковника на територији Србије, која је подељена у две субпопулације (на Ртњу и на Сувој планини), једва да прелази 50 јединки — у оквиру субпопулације у подножју Соколовог камена на Сувој планини пронађено је мање од 10 јединки. Врста није заштићена законом, а у Црвеној књизи флоре Србије је у категорији „низак ризик угроженост”, али с обзиром на ове чињенице она свакако спада у угрожене врсте.

## Распрострањеност
Распрострањен је у средњој и јужној Европи. Расте у великим групама на отвореним стаништима, травњацима и камењарима, од нижих брдских до планинских подручја.

## Станиште
Добро расте како на лаком песковитом и средње тешком иловастом, тако и на тешком глиновитом земљишту. Према Ph вредности одговарају му земљишта од благо киселих до благо алкалних. Може расти на отвореном простору или у полусенци (светле шуме). Више му одговара влажно тло.

## Употреба
Расковник се може садити као украсна биљка у ароматичним вртовима. Погодан је за вртове на сунчаним ободима шуме, или за „шарени хлад”.
Листови, семенке и корен ароматичног су мириса и укуса, па се понекад користе као зачин, замена за ким и коморач. Ређе се користи због својих лековитих својстава, у народној медицини потенцијално против зубобоље. Корен је горак и помало љут, а још више семенке које имају мирис који подсећа на помешане мирисе аниса и коријандера. У прошлости се користио као диуретик, еменагог и стомахик. У аустријским Алпима од етеричног уља расковника, које је плаве боје, правили су се ароматични ликери. У планинским областима корен се понекад користио као поврће.
У Србији се расковник сматра митском биљком. Најпознатија је од неколико сличних биљака које постоје само у причама из српске, односно словенске митологије. Приписују му се многе магијске моћи, а најчешће она да може да откључа све што је закључано и отвори све што је затворено. Употреба расковника у српској митологији често је везана и за проналажење скривеног блага, о ком у српском народу постоји велики број митова, а посебно су распрострањени у источној Србији где се и данас могу срести трагачи за хајдучким златом. Верује се да корен расковника има облик мушког тела, са свим деловима и изгледа као мали човек величине палца, некада са све косом на глави. Корен биљке Laserpitium siler понекада изгледа управо тако, што је разлог зашто се сматра магичном биљком расковник.

## Галерија
- Биљка на камењару
- Биљка пред цветање
- Цваст у цвету
- Зрели плодови
- Биљка са кореном
- Корен који личи на човечуљка